# Jonnathan El Barouki Luncz
Jonnathan El Barouki Luncz (Acarigua - Venezuela 1986), concertista, compositor, músico y pedagogo venezolano.
Es el presidente fundador del Festival Internacional de la Guitarra de España. Miembro de la Asociación de Compositores de Madrid y de la Sociedad General de Autores y Compositores de España, y fundador del Cuarteto de Guitarras de Madrid. Premio Cittá dello Jonio, otorgado por la administración municipal de Tarento, como personalidad que se ha destacado en el ámbito de la guitarra y por su contribución a la cultura guitarrística. Tarento (2024), Italia.

## Orígenes y actualidad
El Barouki nació el 14 de julio de 1986 en Acarigua, una ciudad de los llanos de Venezuela en el núcleo de una familia europea que llegó al país latinoamericano a mediados del siglo XX huyendo de las complejidades socioeconómicas de la posguerra. De madre austríaca y de abuelos húngaro - alemanes, vivió desde muy pequeño en la ciudad Maracay donde se formó como docente y músico.
Presidió el Centro Guitarrístico de Aragua, la Comunidad Guitarrística de Venezuela y el Festival de la Guitarra de Venezuela. En la actualidad desarrolla su carrera musical en Europa y reside en Madrid, desde donde dirige el Festival Internacional de la Guitarra de España y la Asociación Guitarrística de Madrid.

## Impacto como compositor, docente e intérprete
Su obra como compositor ha sido ejecutada por distintas orquestas e intérpretes. Tiene en su catálogo varias obras para guitarra y dos conciertos para guitarra y orquesta. En 2017 publicó sus Estudios Postonales para guitarra, cuyo trabajo ha obtenido un importante reconocimiento de distintas universidades, intérpretes y compositores.
Como docente, formó parte del cuerpo de profesores de la Maestría en Música en la Universidad Simón Bolívar de Venezuela. También fue profesor del Conservatorio de Música del Estado Aragua. Ha formado parte de tribunales en concursos nacionales e internacionales. Tiene en su portafolio como productor e investigador distintos documentales, festivales, producciones discográficas y publicaciones científicas.
Como intérprete, ha tenido un importante recorrido por distintos países de América Latina y Europa. También ha sido premiado en diversas competiciones guitarrísticas.

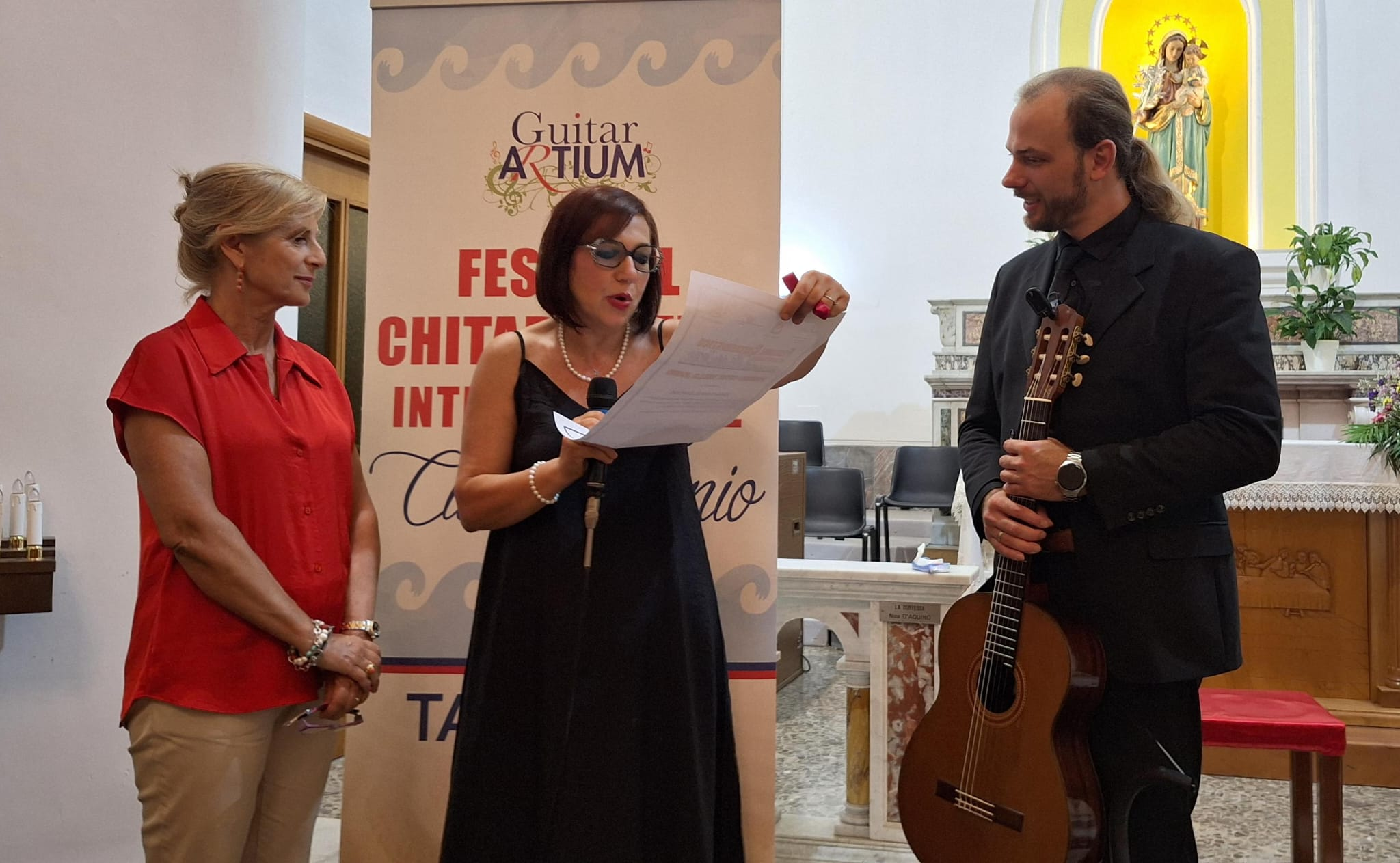
Premio Città dello Jonio da parte dell'Amministrazione comunale di Tarento, 2024.

En julio de 2024, El Barouki recibió el Premio Cittá dello Jonio (Ciudad del Mar Jónico) por parte de la Municipalidad de Tarento, por su "Contribución a la Cultura Guitarrística" , en el marco del Festival Internacional de Guitarra Cittá dello Jonio.  

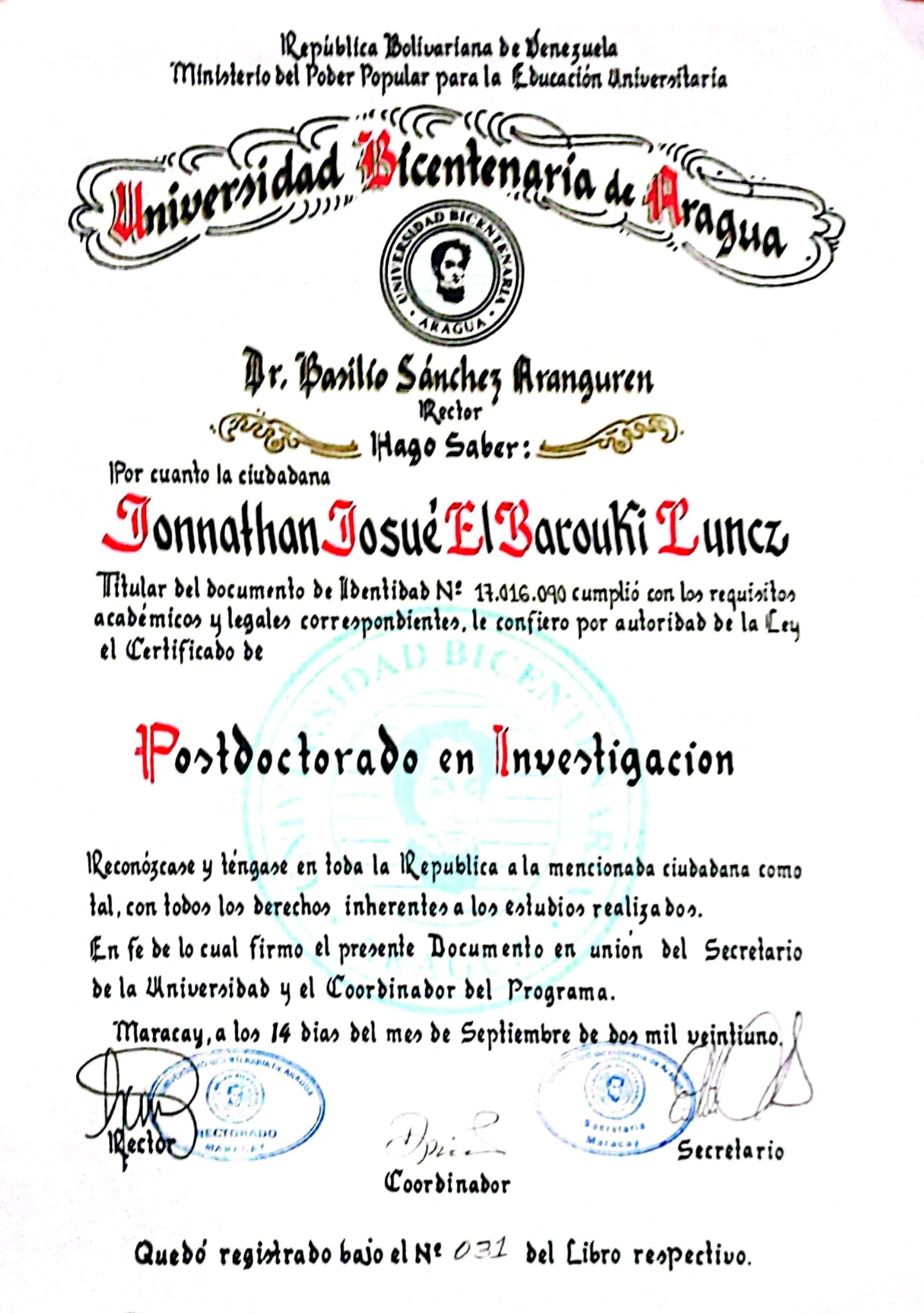
Postdoctorado en Investigación por la Universidad Bicentenaria de Aragua

## Titulaciones recibidas
1. PhD en Ciencias de la Educación por la Universidad Bicentenaria de Aragua[5]
2. Postdoctorado en Investigación por la Universidad Bicentenaria de Aragua
3. Magíster en Música mención Ejecución Instrumental por la Universidad Simón Bolívar[6]
4. Docente titulado por la Universidad Pedagógica Experimental Libertador
5. Técnico Medio en Arte mención Guitarra por la Escuela de Música Federico Villena.

## Obras Publicadas
La producción musical de El Barouki abarca distintos formatos con el eje central en la guitarra; su publicaciones más recientes son:
- Serie didáctica Soy Guitarrista[7] (Programa Kids Vol. 1[8] y Vol. 2[9] y programa Junior Vol. 1[10]).
- Díptico para dos genios (para guitarra sola).[11]
- Concierto de Choroní para guitarra y orquesta.[12]
- Sonatina Brisas de Asturias para clarinete y guitarra (Dedicada ala Princesa Leonor).
- Diez estudios postonales para guitarra sola.

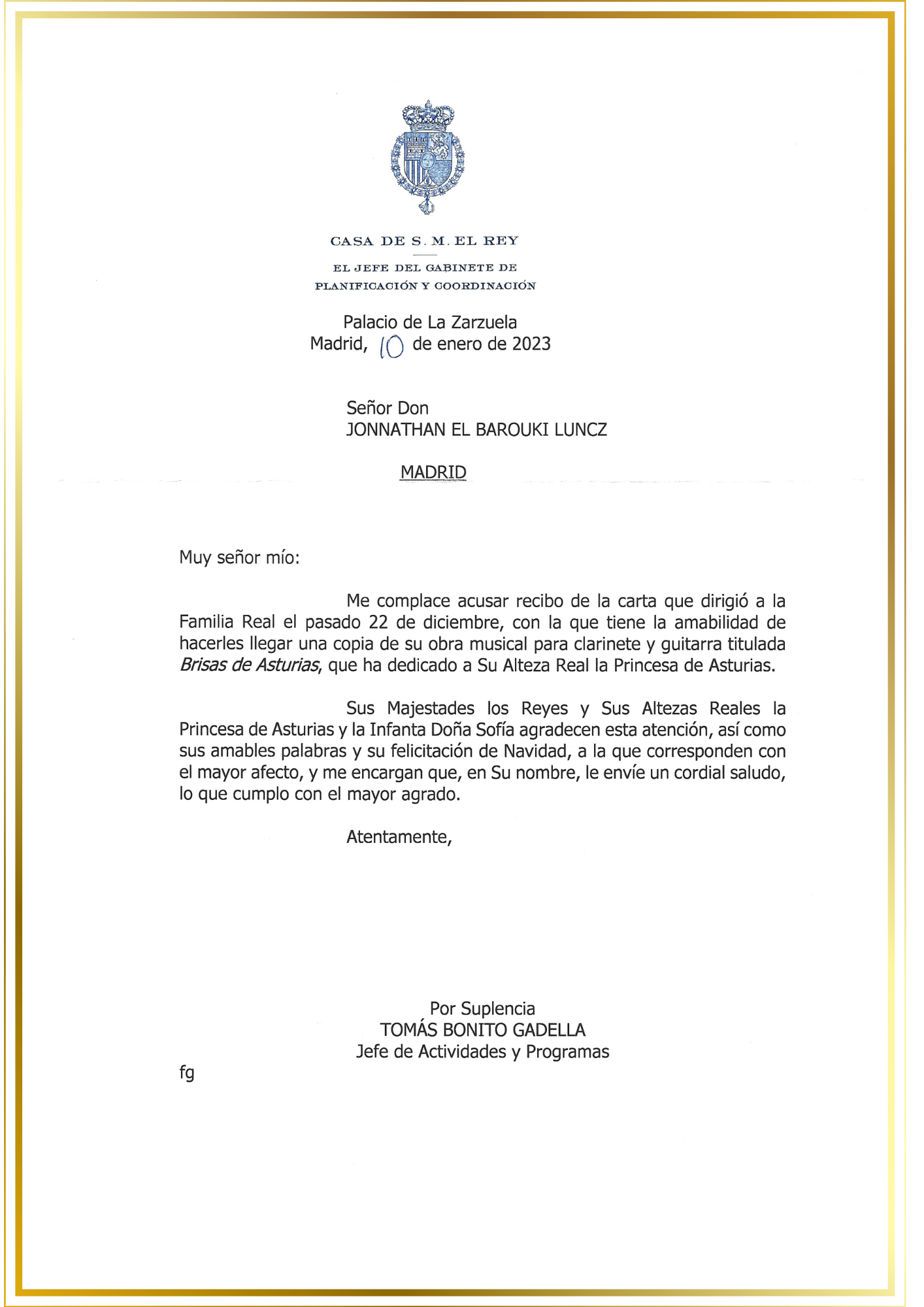
Respuesta de Su Majestad El Rey de España a Jonnathan El Barouki Luncz, luego de la dedicación de la obra "Brisas de Asturias" a la Princesa Leonor.

## Creador de Festival Internacional de la Guitarra de España - FIGUE
Entre las producciones más significativas que ha llevado adelante El Barouki se encuentra el FESTIVAL INTERNACIONAL DE LA GUITARRA DE ESPAÑA. Es un proyecto socio-musical que está direccionado a continuar siendo una ventana expositiva del talento guitarrístico-musical de España y el mundo, para crear una identidad dentro del quehacer cultural del país a través de sus eventos (conciertos, clases magistrales, conferencias, exposiciones y más).

El FIGUE ha tenido un impacto en miles de personas desde su lanzamiento, creando un recorrido distintas comunidades españolas, como Castilla-La Mancha, Castilla y León, Madrid, Valencia, Andalucía, Cantabria, País Vasco, entre otros. En su programación en el 2023, tuvo en sus escenarios a más de 150 guitarristas en escena, que incluyó desde solistas nacionales e internacionales hasta grupos de música de cámara y orquesta de guitarras.

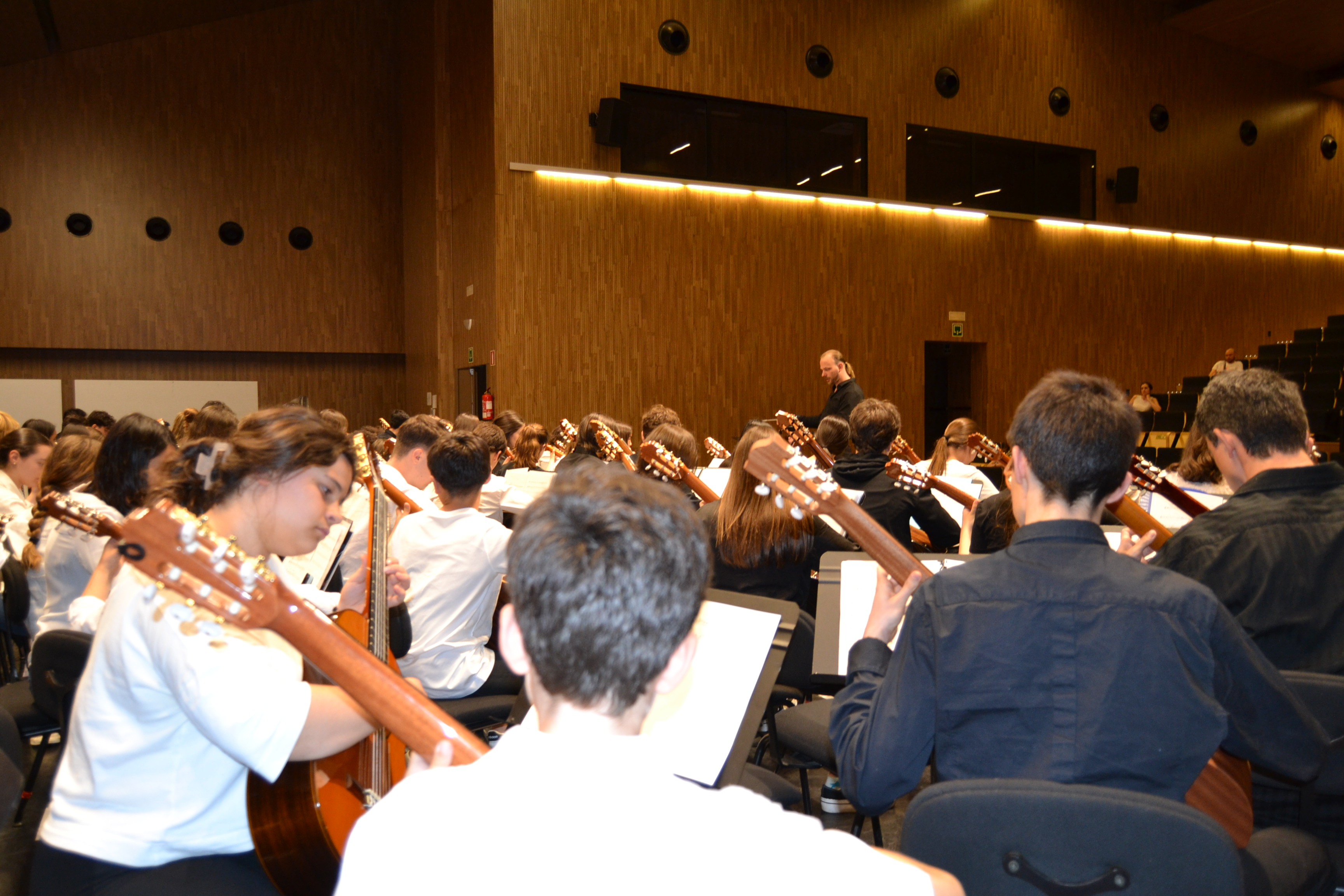
Jonnathan El Barouki Luncz dirigiendo la Orquesta de Guitarras TOPAKETA en Bilbao - España. Durante el Festival Internacional de la Guitarra de España 2023.

## Colaboraciones musicales con orquestas sinfónicas
El Barouki ha participado con numerosas orquestas sinfónicas, entre las más resaltantes se encuentran:
- Quinteto de Cuerdas de la Orquesta Virtuós Mediterrani, durante la XX Edición de las Jornadas Internacionales de Guitarras de Valencia, España[14] (Interpretó Concierto en C y Concierto en D de Antonio Vivaldi, La Lista de Schindler de John Williams, Fandango de Luigi Boccherini)

- Orquesta del Ensamble de Música Contemporánea del Real Conservatorio Superior de Música de Madrid (Interpretó el Concierto de Choroní[15])
- Orquesta Sinfónica de la Facultad de Geografía e Historia de la Universidad Complutense de Madrid (Interpretó el Concierto en C RV425 de Antonio Vivaldi)
- Orquesta Filarmónica de Venezuela (Interpretó el Concierto Los Tacarigua para guitarra y orquesta de Efraín Silva)
- Orquesta Sinfónica de Chacao - Venezuela (Interpretó Brundibár de Hans Krása)
- Orquesta Sinfónica de Nueva Esparta (Interpretó el Concierto en D de Antonio Vivaldi)
- Orquesta Sinfónica de Aragua (Interpretó el Concierto Tientos de la Noche Imaginada para guitarra y orquesta de Alfredo del Mónaco)

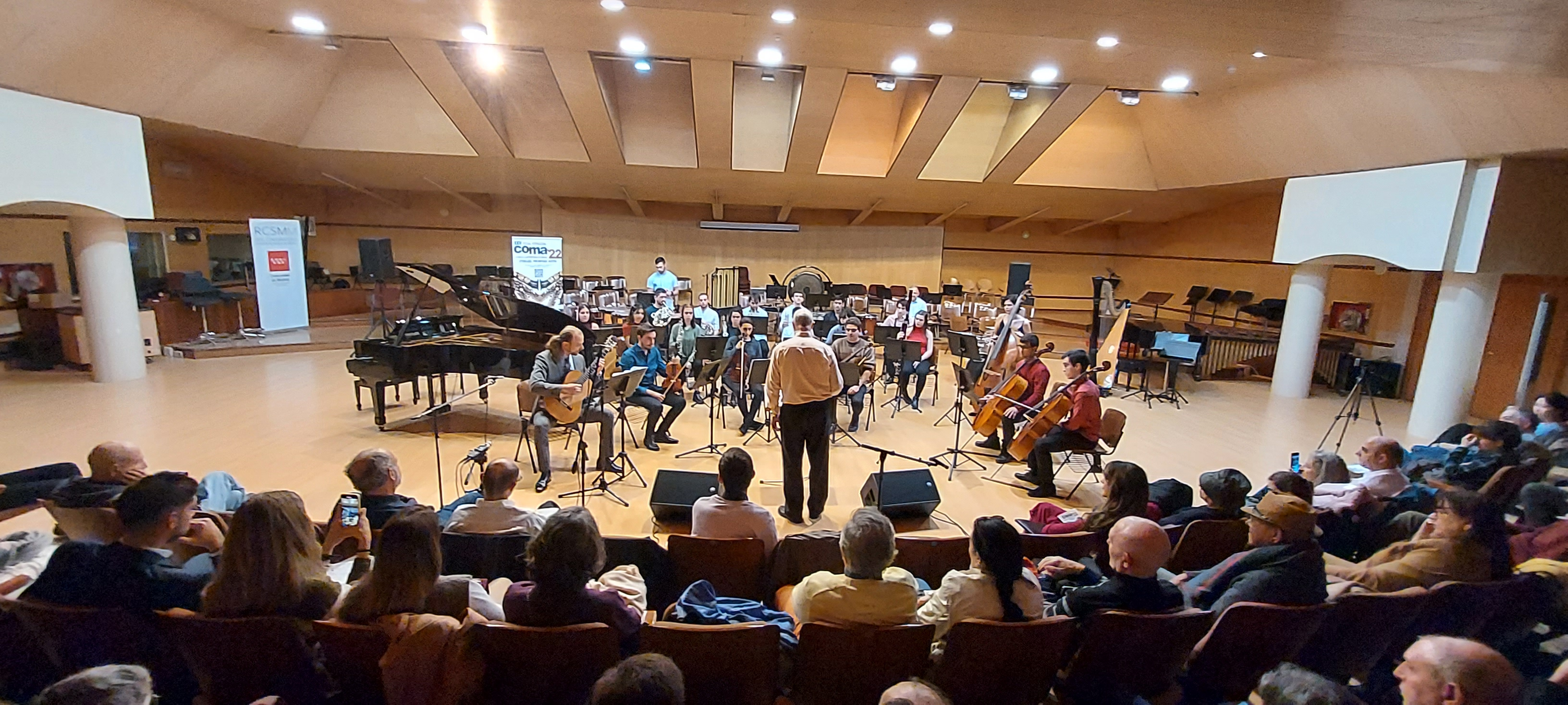
Jonnathan El Barouki Luncz interpretando el Concierto de Choroní en el Real Conservatorio Superior de Música de Madrid, 2022.

- Orquesta Sinfónica de Aragua (Interpretó el Concierto en D Op. 99 para guitarra y orquesta de Castelnuovo Tedesco)

## Discografía
- Guitarra Aragüeña[16] (2012) (Productor e intérprete colaborativo)
- Valses de mi patria[17] (2015) (Solista)
- Empatía - FIGUE 2023[18] (2023) (Productor e intérprete colaborativo)
- Sanctuary, classical guitar (2024) (Productor e intérprete)SANCTUARY, classical guitar (2024)

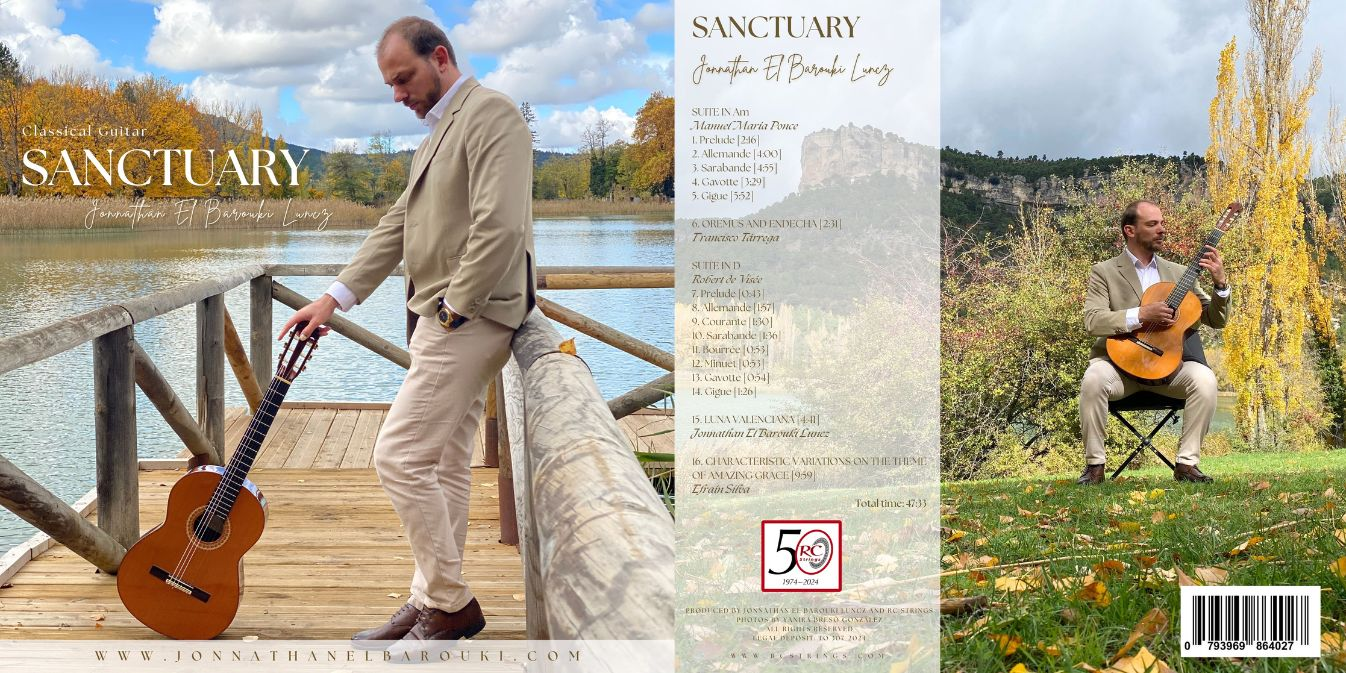
SANCTUARY, classical guitar (2024)

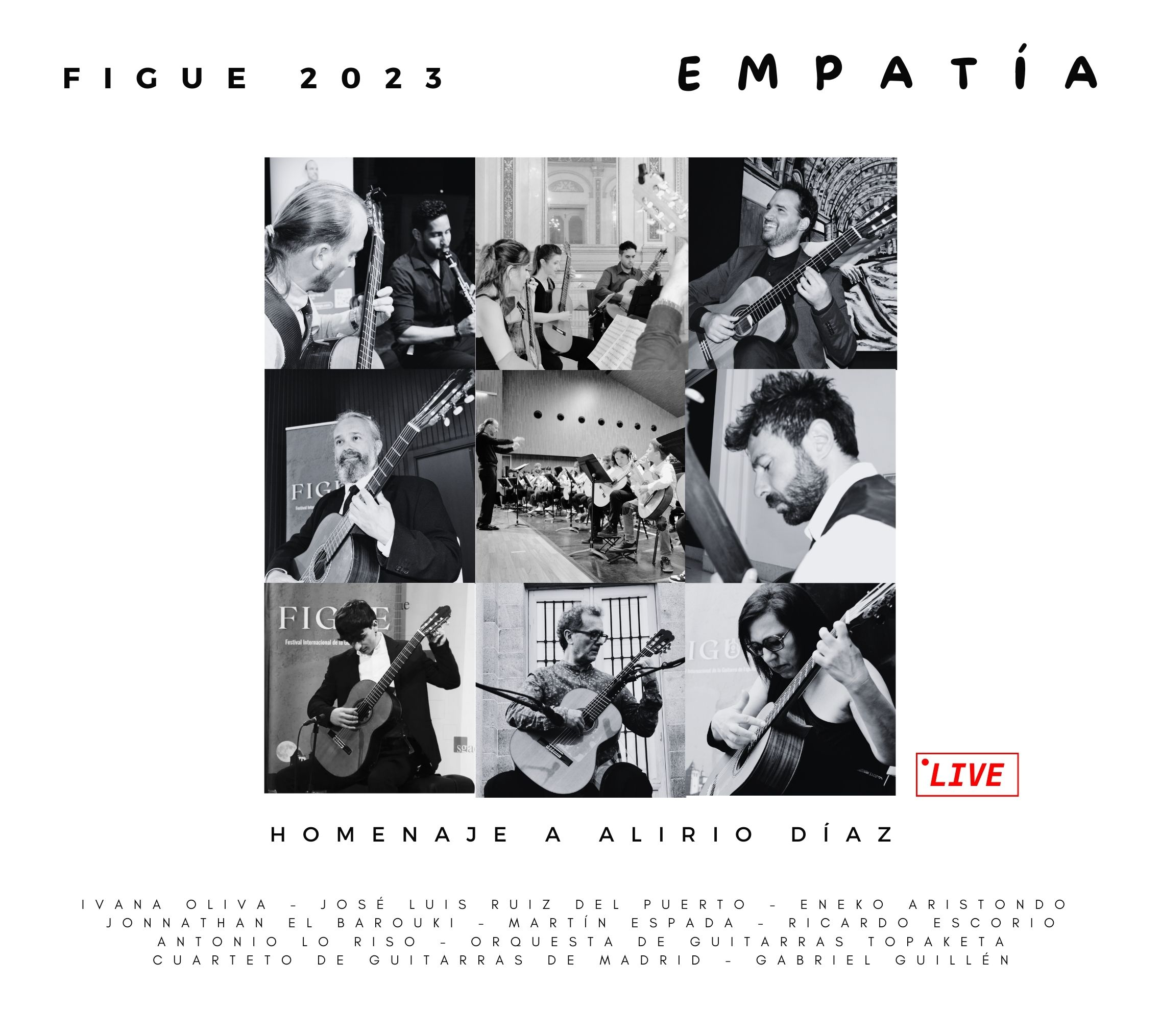
Portada de Empatía - FIGUE 2023.